# Synagogue de Beth Alpha

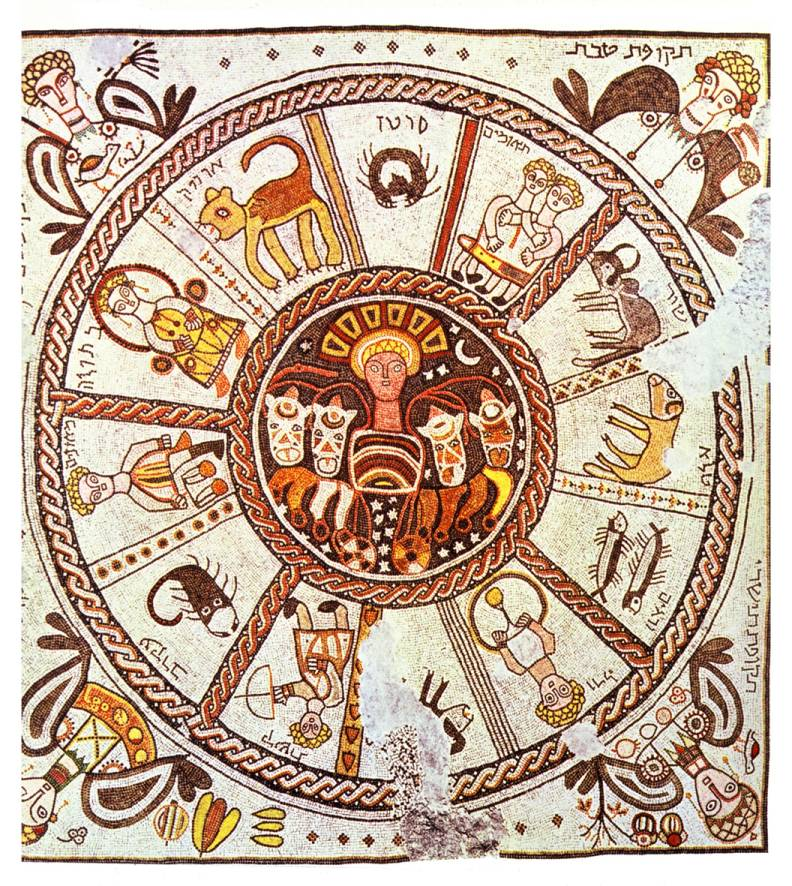
Mosaïque naïve du VIe siècle représentant les signes du zodiaque.

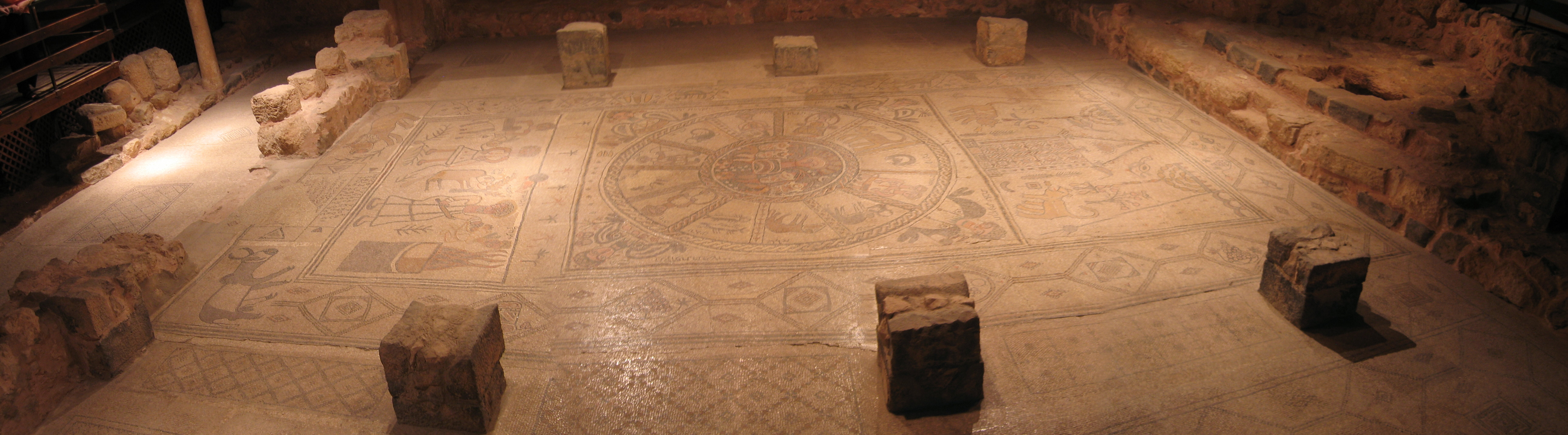
Panorama des mosaïques.

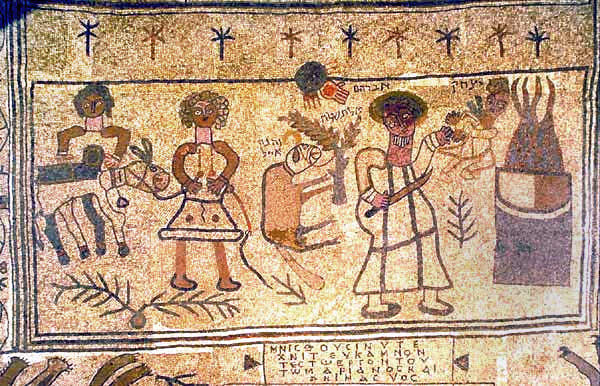
Une autre mosaïque naïve, située sous le zodiaque, représentant le sacrifice d'Isaac.

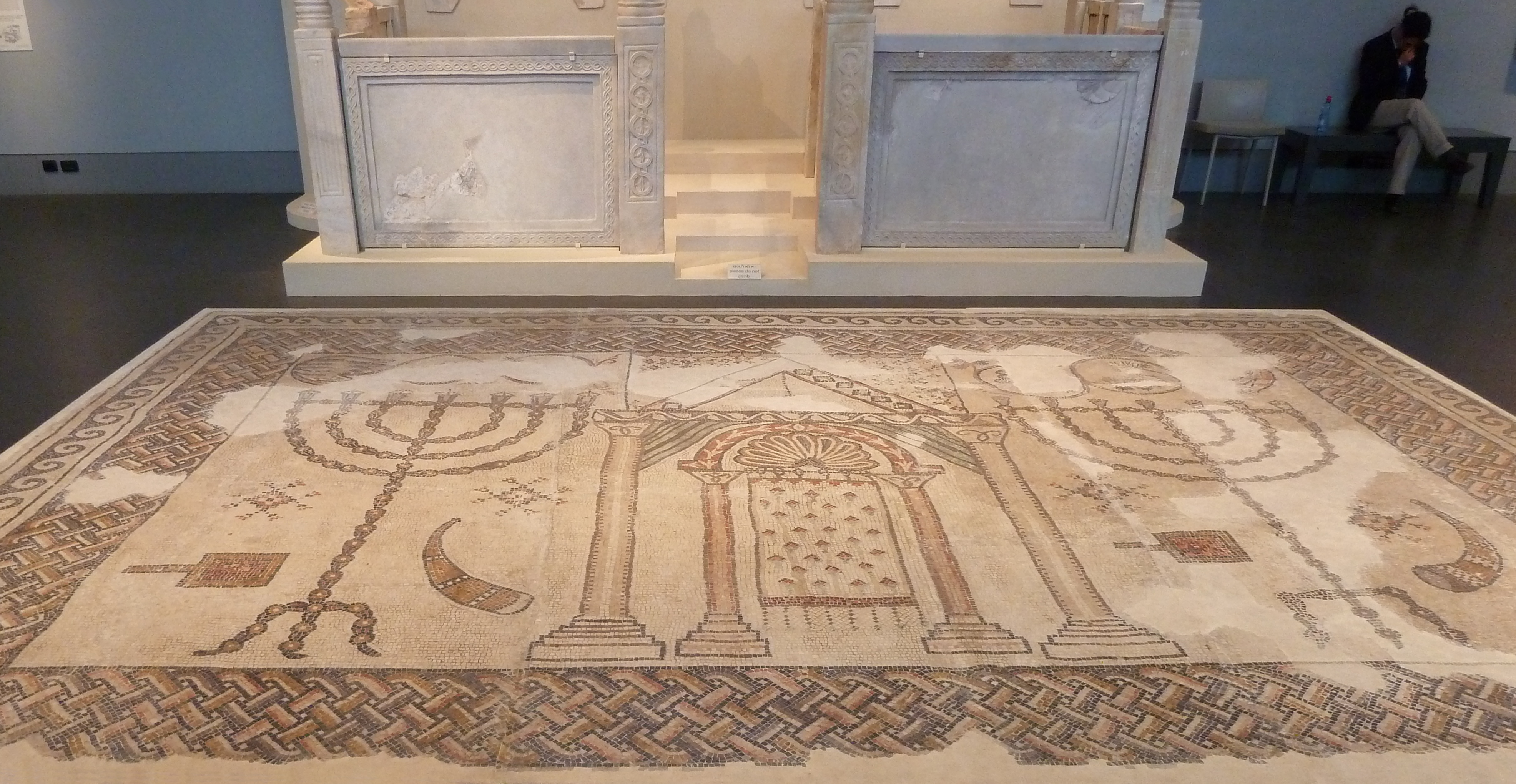
mosaïque de Beth Shean

La synagogue de Beth Alpha est un site archéologique situé en Israël à proximité du kibboutz Beït-Alfa, au pied des pentes nord du Mont Guilboa en Israël. On y trouve les restes d'une synagogue de l'époque byzantine. Le site est renommé pour ses mosaïques qui témoignent de la vie des Juifs en Terre d'Israël pendant les siècles qui ont suivi la destruction du Second Temple lors de la Grande Révolte contre les Romains. Il fait partie du parc national de la synagogue Bet Alfa et est géré par la Direction de la Nature et des Parcs d'Israël.

## Description
Les restes de la synagogue ont été découverts en 1928 lors du creusement d'une conduite d'eau pour alimenter le kibboutz Heftsibah situé au pied du mont Guilboa. Les fouilles ont été entreprises par une équipe de l'Université hébraïque de Jérusalem sous la direction du professeur Eleazar Sukenik.
La synagogue date des Ve et VIe siècles. Elle aurait été détruite lors d'un tremblement de terre en 749 ou même avant. Elle a été appelée d'après le kibboutz Beït-Alfa dont le nom vient des ruines d'établissement plus ancien, même si elle se trouve sur les terres du kibboutz Heftsibah.
Les parties de l'édifice qui se sont effondrées sur le sol ont permis la conservation de la mosaïque. Sur l'emplacement de la synagogue, on a découvert les témoignages de l'existence d'une construction plus ancienne sur laquelle la synagogue a été édifiée au VIe siècle.
La synagogue a été construite sur le modèle d'une basilique de 27,7 m sur 14,2 m. Elle n'est pas complètement symétrique. Des colonnes divisaient l'espace central en trois salles allongées. À son extrémité, on trouve une abside destinée, semble-t-il, à contenir l'Arche Sainte. 
Les mosaïques sont entièrement composées d'images figuratives dans la partie centrale, très bien conservée, et de figures géométriques dans différentes partie de l'édifice et qui subsistent en partie dans la salle de droite, c'est-à-dire du côté est, et dans le narthex. La mosaïque comporte une inscription, un peu abimée, qui permet d'identifier les artistes : un père et son fils portant les noms de Marianus et Hanina. Ces noms apparaissent également sur la mosaïque de l'ancienne synagogue de Beth Shéan, qui est exposée au musée d'Israël. L'inscription permet de dater la mosaïque du règne d'un empereur Justinien. Sukenik a supposé que la mosaïque datait de Justin Ier, mais d'autres chercheurs suggèrent que l'inscription désigne plutôt l'empereur Justin II.
De l'avis général, le dessin de cette mosaïque est vraiment très naïf et maladroit, on le croirait fait par un enfant. De plus, les signes du zodiaque ne sont pas disposés correctement par rapport aux saisons. Si on la compare à d'autres mosaïques beaucoup plus sophistiquées réalisées à la même époque (par exemple synagogue de Hammath ou Sepphoris avec sa célèbre « Mona Lisa de Galilée »), on s'aperçoit qu'il s'agit d'une copie, d'une pâle imitation réalisée par un artiste médiocre. De toute évidence, cette communauté n'a pas fait appel aux plus grands artistes de l'époque, que ce soit pour une question de moyens financiers (l'inscription en araméen précise que les artisans ont été payés pour cette mosaïque « 100 mesures de grains données par les villageois ») ou de manque d'intéret pour l'aspect esthétique[réf. nécessaire]. Le panneau situé en dessous de la roue du zodiaque représente le sacrifice d'Isaac. On peut y lire l'inscription en hébreu : אברהם אל תשלח יצחק והנה אייל ce qui signifie : « Abraham, ne porte pas la main sur Isaac, et voici un bélier » ; ou bien il s'agirait de trois inscriptions distinctes indiquant les personnages d'Abraham et d'Isaac ainsi que l'injonction divine « ne porte pas la main (sur le garçon) » et l'invitation d'utiliser par contre le bélier comme sacrifice.

## Identification
L'identification de l'édifice comme synagogue a été remise en cause par D. Landau.